# Szmonces
Szmonces (z jid. שמאָנצעס szmonces „bzdury, androny, głupstwa, błahostki”) – dowcip żydowski.
Skecze w tym nurcie pisali m.in. Julian Tuwim, Marian Hemar, Konrad Tom. Szmoncesy obracają się zwykle wokół spraw biznesowo-religijnych, wyśmiewając arcypraktyczne podejście do życia. Bywają też szmoncesy oparte na grze słów.